# Samsung Galaxy Tab 3 7.0
Samsung Galaxy Tab 3 7.0 — 7-дюймовый планшетный компьютер, работающий на операционной системе Android и производимый компанией Samsung Electronics. Этот планшет является частью третьего поколения серии Samsung Galaxy Tab, к которой также относятся модели с диагоналями 8 и 10,1 дюйма — Galaxy Tab 3 8.0 и Galaxy Tab 3 10.1 соответственно. Анонс устройства состоялся 29 апреля 2013 года, а его поступление в продажу в США было запланировано на 7 июля 2013 года.

## История
Galaxy Tab 3 7.0 был представлен 24 июня 2013 года, и его демонстрация прошла на Всемирной мобильной конференции 2013 года. Samsung подтвердила, что данная модель выйдет на рынок 7 июля с ценой в 199 долларов за вариант с 8 ГБ встроенной памяти.

## Функции
Планшет Galaxy Tab 3 7.0 был выпущен с операционной системой Android 4.1.2 Jelly Bean, а в сентябре 2014 года он получил обновление до Android 4.4.2 KitKat, однако это обновление не поддерживало Miracast (Wi-Fi display). Модель с Wi-Fi также смогла обновиться до Android 4.4.2. Samsung доработала интерфейс с помощью собственного программного обеспечения TouchWiz UX. Устройство предоставляет доступ не только к приложениям Google, таким как Google Play, Gmail и YouTube, но и к собственным приложениям Samsung, включая ChatON, Smart Remote (Peel), S Voice, Group Play, Multi-Window и All Share Play.
Galaxy Tab 3 7.0 выпускается в различных вариантах: только с Wi-Fi, Wi-Fi с ИК-бластером (в зависимости от региона), а также в версиях с поддержкой 3G и 4G/LTE (в некоторых странах). Внутренняя память варьируется от 8 до 32 ГБ в зависимости от модели, при этом имеется слот для карт microSD, позволяющий расширить память до 64 ГБ. Устройство оборудовано 7-дюймовым TFT LCD экраном с разрешением 1024x600 пикселей, а также имеет как фронтальную, так и заднюю камеры.

## Восприятие
Galaxy Tab 3 7.0 получил смешанные отзывы от экспертов. Планшет получил в основном средние оценки за характеристики, такие как дизайн, качество камер и время автономной работы. Однако среди преимуществ отмечали, например, тонкий и удобный корпус, а также естественное цветовое отображение дисплея с мягкими цветами и хорошими углами обзора. Обозреватель PC World Australia Росс Катанзарити отметил, что устройство является лишь обновлением Galaxy Tab 2 7.0 и не предлагает значительных новшеств. Однако как Катанзарити, так и Винс Локфорд из blog.gsmarena отметили более компактные размеры и легкость устройства, а также единый стиль дизайна, присущий другим моделям Samsung, таким как S4 и Note. Тем не менее, некоторые критические замечания касались качества экрана: Локфорд описал его как "скучный и невыразительный", в то время как Ник Хили из CNET Australia раскритиковал его за "сухость" по сравнению с Google Nexus 7 2013 года, хотя в целом посчитал его достойным внимания.

## Специальные выпуски
В рамках специальных выпусков Samsung также представила версию Hello Kitty для данного планшета в ноябре 2013 года. 
Кроме того, был выпущен Samsung Galaxy Tab 3 Kids Edition — детская версия планшета, обладающая всеми стандартными функциями, но с дополнительным детским интерфейсом и защитным корпусом. Данная модель появилась на рынке 10 ноября 2013 года.